# Rinsola Babajide
Omorinsola Omowunmi Ajike Babajide (Londres, 17 de junio de 1998), conocida como Rinsola Babajide, es una futbolista profesional inglesa que juega como extremo en la Roma de la Serie A de Italia. Ex internacional juvenil con Inglaterra hasta la categoría sub-21, hizo su debut con la selección absoluta de Nigeria en octubre de 2023.
Anteriormente ha jugado en los siguientes equipos: Liverpool, Millwall Lionesses, Watford, Brighton & Hove Albion y Real Betis.

## Carrera en clubes

### Leonas de Millwall
Babajide se unió al Millwall Lionesses procedente del Crystal Palace en enero de 2015, y debutó profesionalmente el 18 de marzo de 20 de 2015 contra el London Bees en un partido que terminó en empate.

### Watford
En febrero de 2017, Babajide fue traspasada al Watford Ladies.  Marcó su primer gol para el club en una derrota por 3-2 ante London Bees en un partido de la FA WSL Spring Series.  Babajide terminó como máxima goleadora del Watford en la FA WSL Spring Series de 2017, con tres goles. 

### Liverpool
Su traspaso al Liverpool se anunció el 25 de enero de 2018.  Babajide formó parte del equipo que vio al Liverpool descender al Championship en 2020. 
Babajide fue la segunda máxima goleadora del Liverpool en la temporada 2018/19 de la WSL con dos goles en esa temporada.
Babajide fue también la segunda máxima goleadora del Liverpool en la WSL en la temporada 2019/20 con un solo gol en liga. No jugó con el Liverpool en la segunda mitad de la temporada del campeonato 2020/21 después de negarse a entrenar  con el primer equipo y luego fue trasladada al equipo de desarrollo de la cantera del club. 

### Brighton y Hove Albion
El 26 de julio de 2021, Brighton & Hove Albion Women Football Club anunció el fichaje de Babajide con un contrato de cesión por una temporada procedente del Liverpool Women. 
El 3 de julio de 2023, después de un período de 18 meses con el Real Betis, Babajide se unió al equipo de la Liga F, la UDG Tenerife, con un contrato de dos años. 

## Carrera internacional

### Inglaterra
En agosto de 2018, Babajide formó parte del equipo de Inglaterra Sub-20 que ganó el bronce en la Copa Mundial Femenina Sub-20 de la FIFA 2018.  En septiembre de 2020 fue incluida en unas sesiones de entrenamiento de la selección absoluta de Inglaterra. 

### Nigeria
Debido a que sus padres son nigerianos, Babajide también era elegible para representar a Nigeria.  Recibió su primera convocatoria en octubre de 2023 e hizo su debut el 25 de octubre de 2023, en un empate 1-1 contra Etiopía durante la clasificación olímpica de 2024. 

## Palmarés
Inglaterra sub-20
- Tercer puesto en la Copa Mundial Femenina Sub-20 de la FIFA 2018.

Individual
- Premio a la Mejor jugadora de la Temporada del Liverpool (2019-20).